# Frithjof Stoud Platou
Frithjof Stoud (F.S.) Platou, född 1903 i Hamar, död 1980, var en norsk arkitekt.
Platou utbildade sig vid Tekniska högskolan i Zürich. Hans arkitektkontor är Norges största och har uppfört ett flertal större byggnader i Oslo, bland annat flera hotell, bostadshus, administrationsbyggnader för försäkringsföretag, banker (Kreditkassen, tidigare administrationsbyggnad vid Stortorvet, 1970) och Forsvarets Overkommandos tidigare byggnad på Huseby (1970). Platou har även ritat Kon-Tiki-museet på Bygdøy (1958), Statens Gjestestuer i Finnmark och en rad industrianläggningar.
Platous firma, nu under namnet Platou arkitekter a/s (ledd av sonen John Stoud Platou), har efter Platous död bland annat byggt Norconsults hus (1981 och 1986) och Sheraton Hotel (1985), båda i Sandvika, och Gardeleiren i Oslo (1981–1985).